# Ponte in muratura
Un ponte in muratura è realizzato con una tecnica di costruzione particolare e costituisce una grande famiglia di ponti costruiti dall’antichità fino agli inizi del XX secolo.
I ponti in muratura costituiscono una classe specifica della famiglia dei ponti ad arco. I materiali utilizzati per la costruzione delle volte sono pietre tagliate, molto resistenti alla compressione ma poco curvate, mentre i materiali delle altre famiglie di ponti ad arco (legno, calcestruzzo, cemento armato, calcestruzzo precompresso, metallo, materiali compositi) hanno una certa elasticità e possono lavorare in flessione, consentendo una maggiore luce.

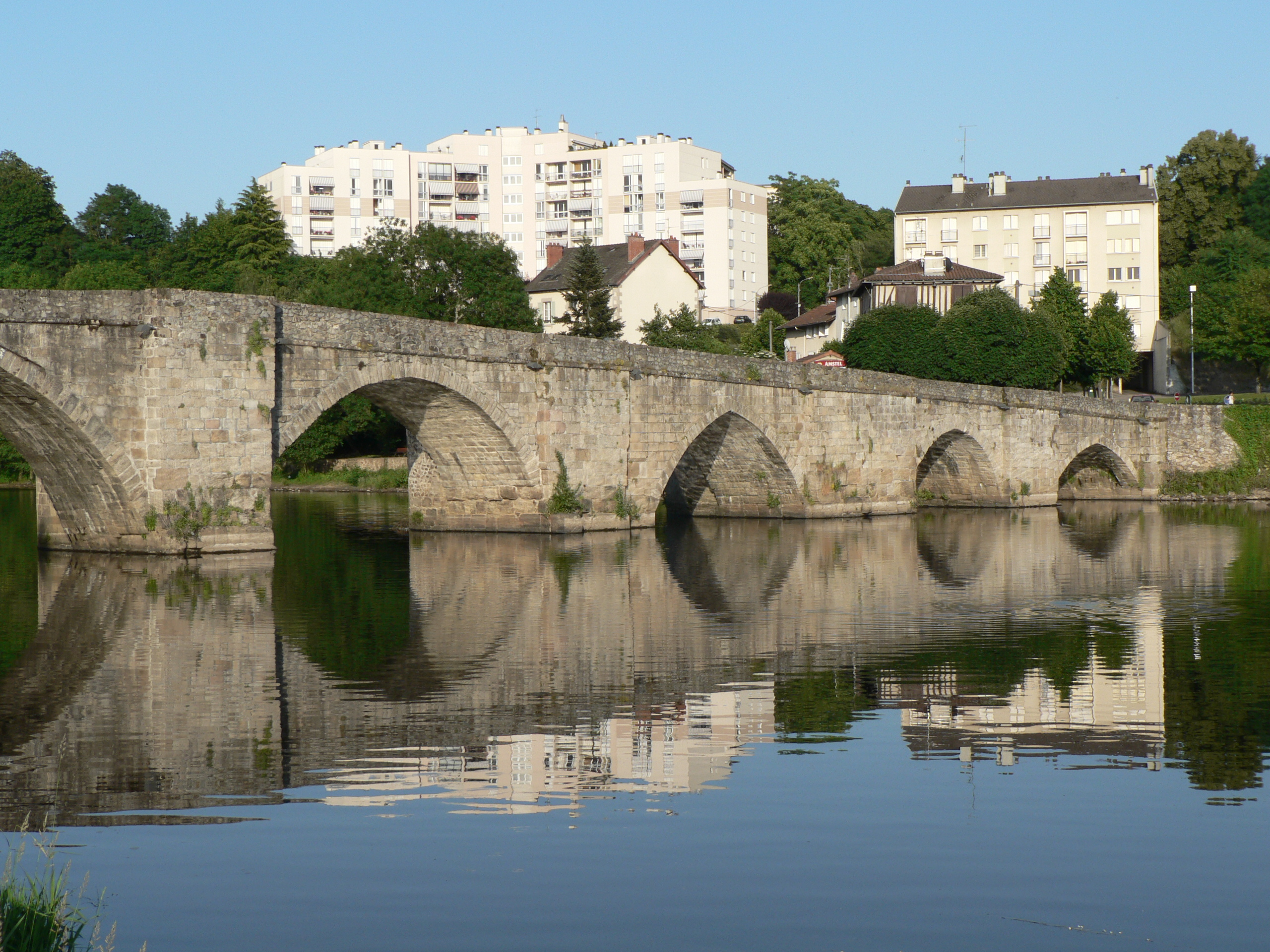
Ponte Saint-Martial a Limoges, ponte medievale a volte ogivali.

## Storia

### Antichità

#### Volte a pietre orizzontali

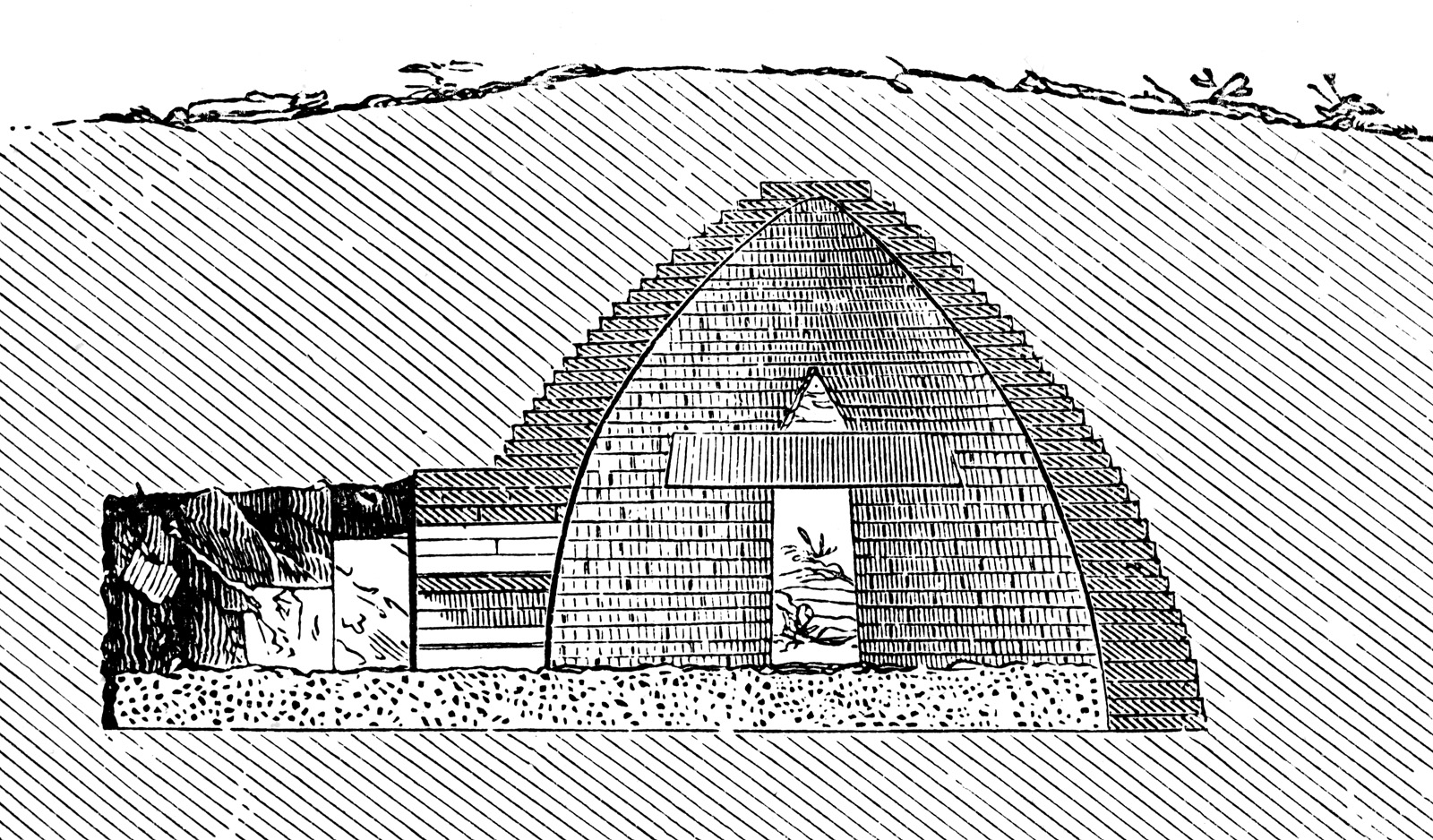
Tesoro di Atreo – sezione della tomba.

Le prime volte erano realizzate con pietre orizzontali poste l'una sull'altra a sbalzo, la cosiddetta disposizione di arco a mensola. Ad Abido, nel palazzo di Ramses II, il cui regno risale a circa 2500 anni prima dell'era volgare, è stata trovata una volta di questo tipo. Un manufatto simile è stato trovato a Tebe, nel Grande tempio di Amon. Tuttavia, la più bella volta antica di questo tipo è probabilmente quella del tesoro di Atreo, un'impressionante tomba a thòlos situata a Micene, Grecia e costruita intorno al 1250 a.C.. Consiste in una stanza semi-sotterranea a pianta circolare con tetto a sezione ogivale. Ha un'altezza interna di 13,5 metri e un diametro di 14,5, ed è stata tra le più grandi e alte cupole al mondo, per oltre un millennio, fino alla costruzione del Tempio di Mercurio a Baia e del Pantheon di Roma.

#### I ponti micenei

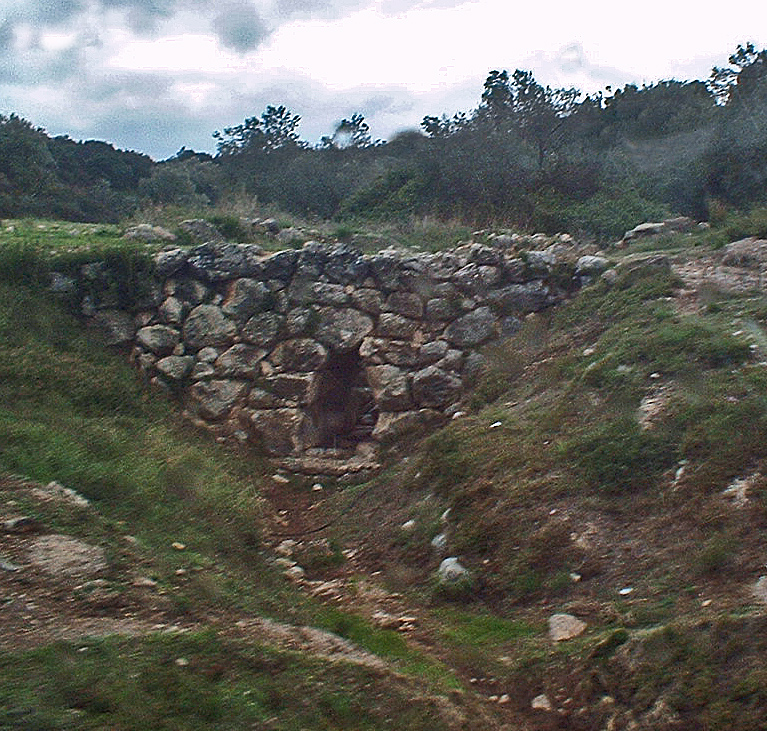
Ponte miceneo di Kazarma (1300 a.C.)

In Argolide, nel Peloponneso, esistono tre ponti, tra i quali il ponte di Kazarma, costruiti secondo la tecnica della volta con arco a mensola, con l'impilamento di pietre tagliate grossolanamente.
Questi ponti vennero probabilmente costruiti intorno al 1300 a.C., nell'epoca micenea (età del bronzo), e più precisamente tra il 1340 e il 1200 a.C., per la strada che collegava le grandi città micenee di Micene, Argo e Tirinto al porto di Palea Epidauro.

#### Archi a giunti convergenti

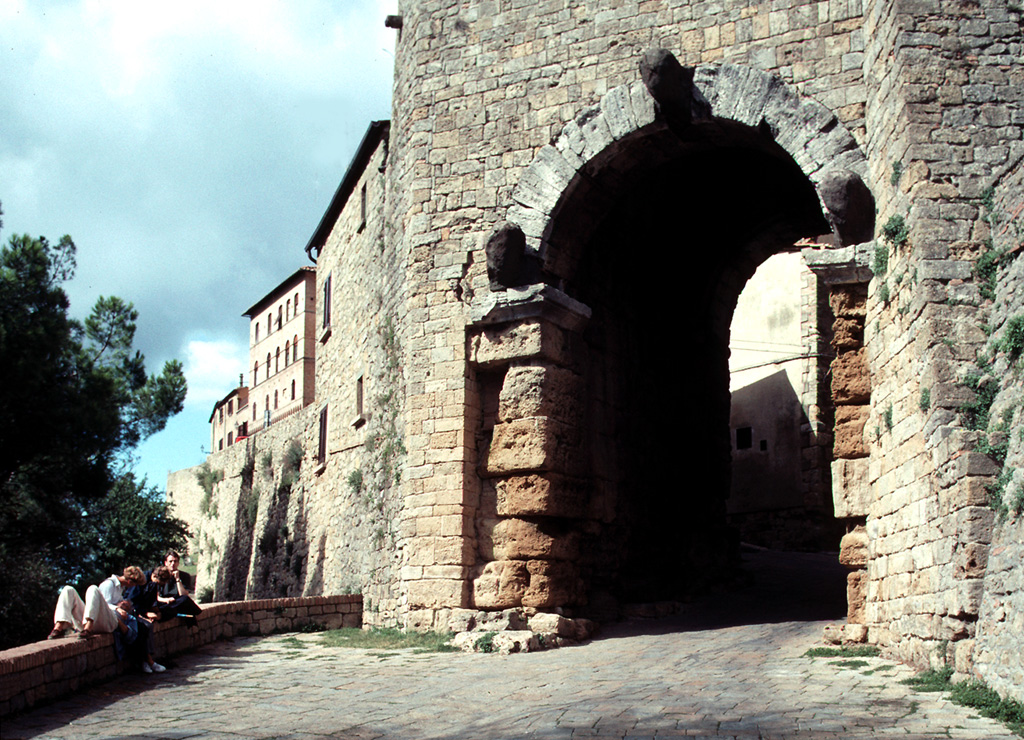
Porta all'Arco a Volterra, porta etrusca III-II secolo a.C.

Archi con giunti convergenti, vale a dire le cui articolazioni sono perpendicolari alla superficie degli intradossi, tipici dei ponti in muratura, esistono già in vari monumenti dell'Antico Egitto. In Nubia, in una delle piramidi di Meroe, si trova un vero arco semicircolare composto da conci regolarmente accoppiati. A Gebel Barkal, due portici che danno accesso ad una piramide sono coperti, uno da un arco ogivale e il secondo da un arco semicircolare, eseguiti entrambi con conci con giunti convergenti. Una volta a botte di forma ellittica, eseguita in mattoni è visibile nella tomba di Amenofi I e dovrebbe quindi risalire a circa diciotto secoli prima dell'era volgare.
Più recentemente, in Europa, si può trovare nelle mura etrusche della città di Volterra, la Porta all'Arco risalente al III-I secolo a.C., che riprende questo principio di costruzione.

### Periodo romano
Si deve ai Romani il recupero della tecnica dell'arco, il suo miglioramento e il suo uso ovunque in Europa per la costruzione di ponti. Un tale vasto impero presupponeva una rete stradale affidabile, che potesse resistere agli agenti atmosferici e con costruzioni più solide rispetto ai semplici ponti in legno.

#### In Italia

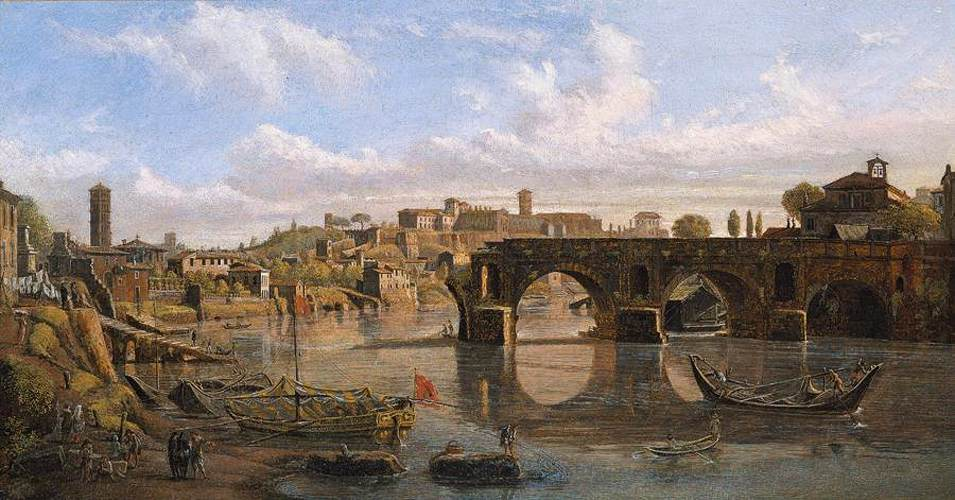
Dipinto del ponte Æmilio e dell'Aventino, di Gaspar van Wittel (1690).

Si suppone che la più antica struttura romana a volta sia una fogna conosciuta con il nome di Cloaca Massima eseguita durante il regno di Tarquinio Prisco, la cui costruzione fu intrapresa circa 600 anni a.C.
I ponti romani sono robusti con volta semicircolare, vale a dire con una volta ad arco, poggiante su pilastri di una larghezza pari a circa metà dell'apertura della volta.

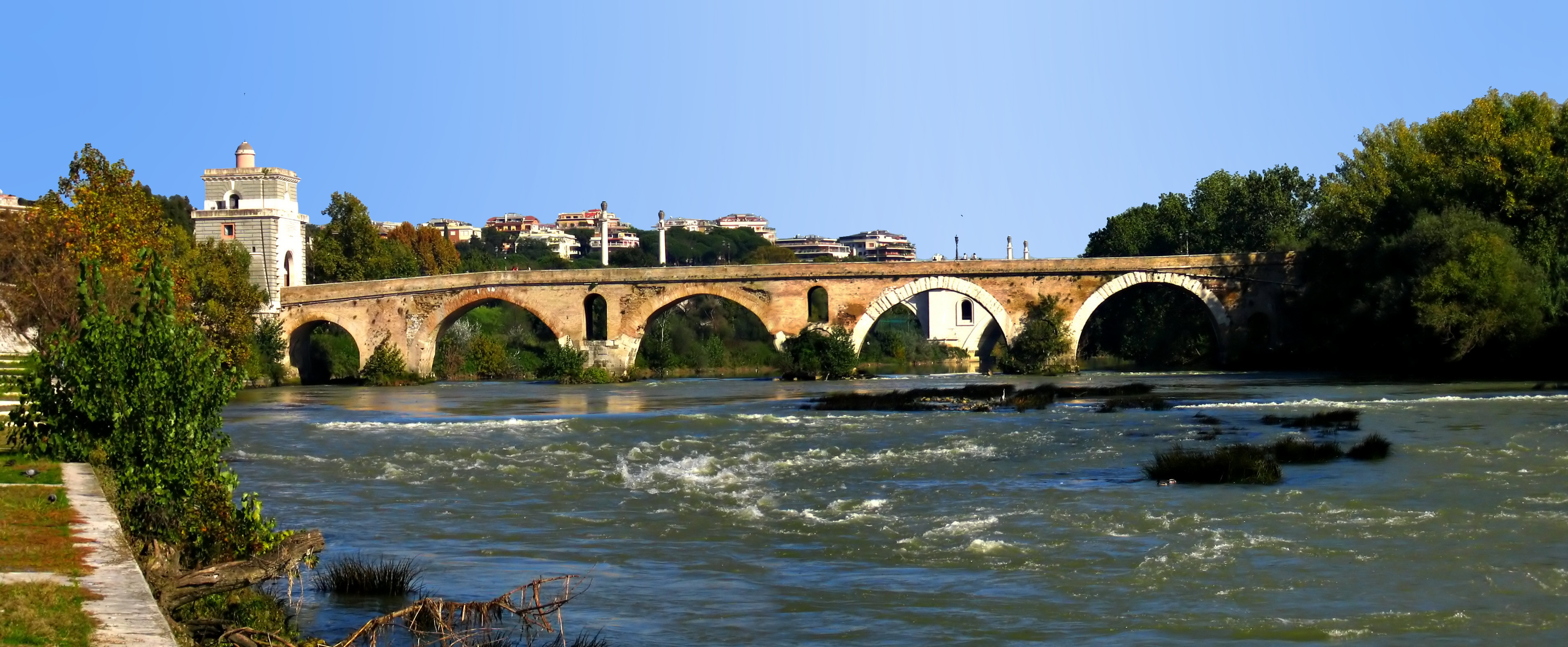
Ponte Milvio sul Tevere a Roma.

Il ponte Rotto, già Pons Aemilius, è il più antico ponte in muratura di Roma. Venne fatto costruire da Marco Emilio Lepido nel 179 a.C.. Venne poi restaurato diverse volte, l'ultima delle quali, nel 1575, da papa Gregorio XIII. Era composto da archi semicircolari con grandi archivolti, poggiati su grossi piloni, larghi 8 metri, sopra i quali erano disposte nicchie tra due colonne con capitelli che salivano alla corona del timpano. Oggi ne rimane soltanto un'arcata.
Uno dei più antichi ponti romani è il ponte Milvio, costruito sul Tevere dal console Marco Emilio Scauro nel 115 a.C.. Situato a 3 km. da Roma, dove la via Flaminia e la via Cassia si incontrano per attraversare il fiume, era il passaggio obbligato di accesso a Roma per ogni viaggiatore proveniente dal nord. Grazie alla sua posizione strategica, il Ponte Milvio fu teatro di molte lotte. Fu lì che nel 312, l'Imperatore Costantino I sconfisse il suo rivale Massenzio in uno scontro che è rimasto famoso come la Battaglia di Ponte Milvio.

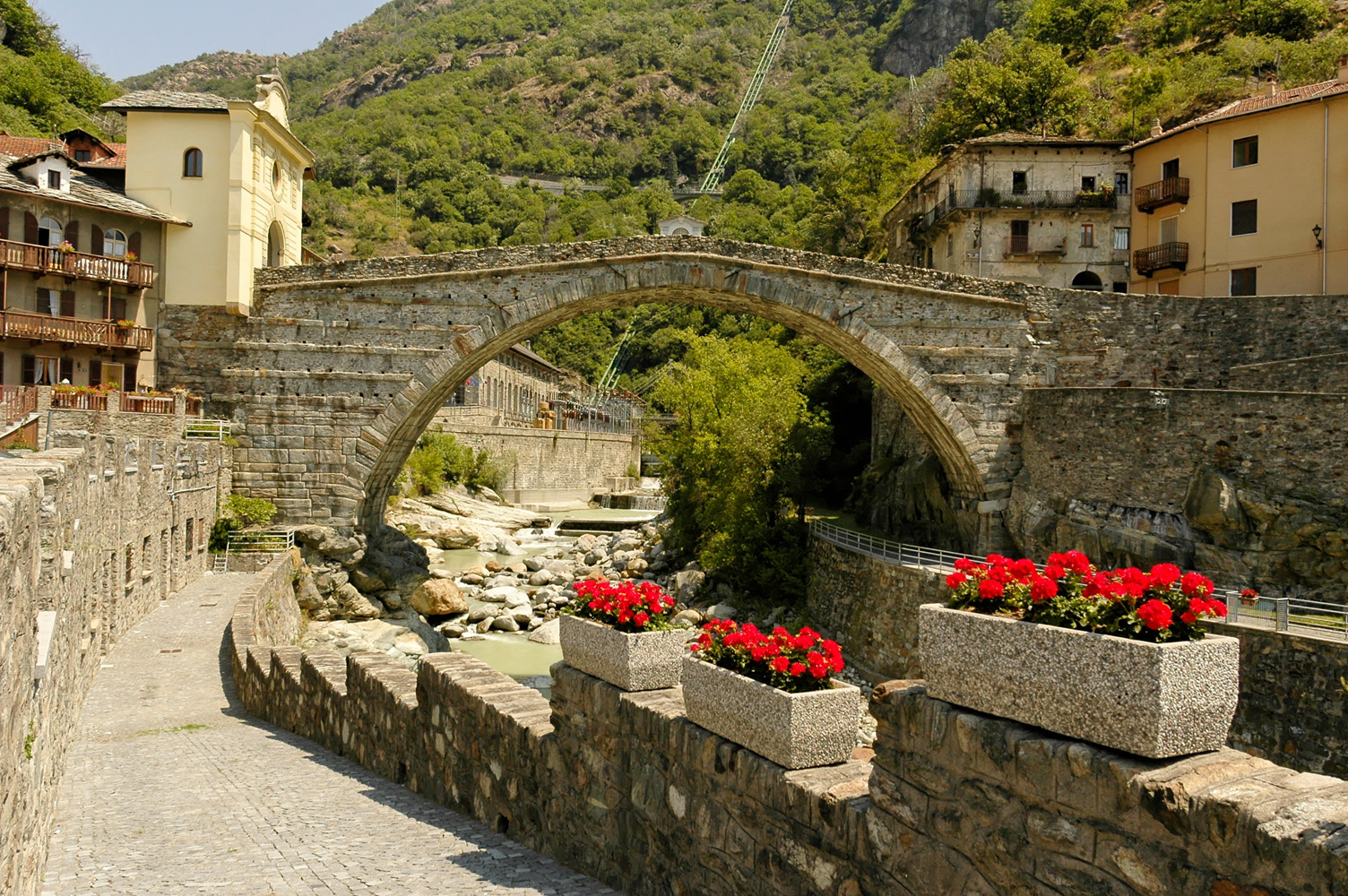
Ponte a Pont-Saint-Martin

Sono numerosi i ponti costruiti in Italia, tutti notevoli per le loro differenze. Tra questi il Pont Saint-Martin, costruito sul torrente Lys tra il 70 e il 40 a.C. all'ingresso della Valle d'Aosta. Il singolo arco, dalla luce di 31,4 metri e da una freccia di 11,42 metri, risulta fortemente abbassato per l'epoca. La struttura presenta due diverse tecniche di muratura: la parte inferiore è formata da blocchi di gneiss, posati a secco, mentre la parte superiore è una sovrapposizione di strati costituiti da frammenti di gneiss e calce, intervallati da lastre di pietra.
Il ponte Fabricio è, a sua volta, l'unico ponte antico di Roma completamente conservato. Costruito nel 62 a.C. dal commissario delle strade, Lucio Fabricio, collega l'Isola Tiberina alla riva del Campo Marzio, vicino al Teatro di Marcello e al Foro Boario.
Il ponte Sant'Angelo è un altro antico ponte di Roma che collega le due sponde del Tevere di fronte a Castel Sant'Angelo. Fu costruito nel 134 sotto il regno dell'imperatore Adriano, che gli diede il suo nome, Pons Ælius.

#### In Occidente, fuori dall'Italia

Schizzo del ponte di Limira in Turchia.

In Spagna e Portogallo si trovano i ponti romani più spettacolari, costruiti, per la maggior parte, in epoca augustea. Il ponte di Merida, nell'Estremadura, è lungo 792 metri e composto da 60 archi, sul fiume Guardiana. Il ponte di Alcántara, eretto sul fiume Tago nel 103 e 104, è costituito da sei archi che vanno da 30,8 a 43,6 metri di luce poggiati su pilastri di forma quadrata alcuni dei quali posti dentro il fiume, alti fino a 40 metri dalla fondazione al piano calpestabile. La sua bellezza è il risultato di imponenti dimensioni, semplicità di forme e solidità di costruzione.

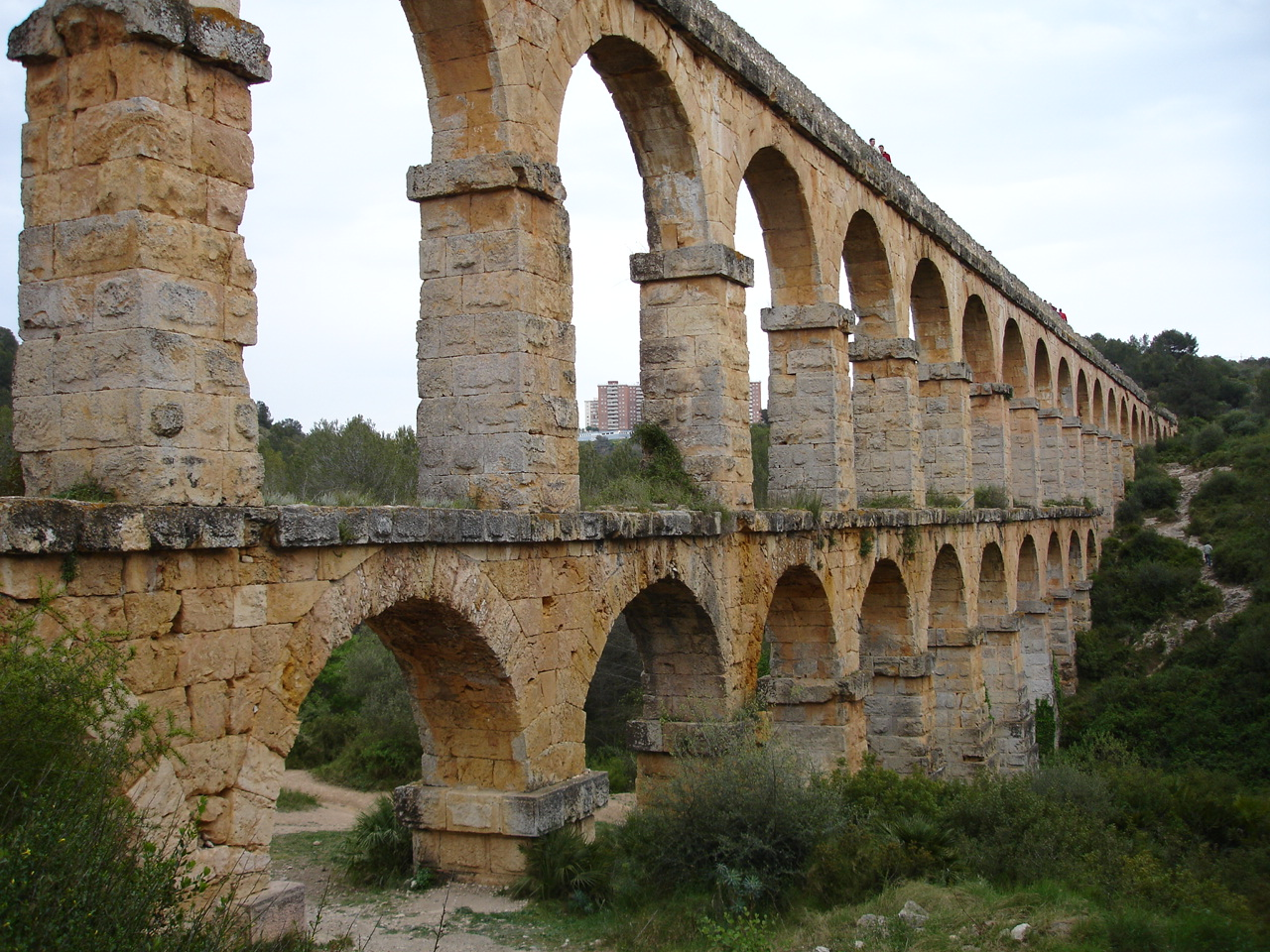
Acquedotto di Tarragona

Due grandi acquedotti di quest'epoca, costruiti sotto l'imperatore Traiano tra il 98 e il 117, sono altrettanto importanti: quello di Segovia, lungo 813 metri e costituito da 128 archi e quello di Tarragona, lungo 217 metri, sulla valle di Francoli.
Nel III secolo iniziarono ad essere costruiti i ponti ad arco ribassato, o ponti segmentari. Il ponte di Limira, situato a Limira in Licia, regione dell'attuale Turchia, è il primo di questo tipo ad essere stato costruito. Misura 360 metri ed è costituito da 26 archi segmentari e due semicircolari.
In Francia, il pont du Gard è un ponte-acquedotto romano a tre livelli, alto 47,40 metri nel punto più elevato, sito nel comune di Vers-Pont-du-Gard, presso Remoulins, nel dipartimento del Gard. Esso scavalca il fiume Gardon. Costruito probabilmente nella metà del I secolo, assicurava la continuità dell'aquedotto romano, lungo 50 km, che trasportava l'acqua da Uzès a Nîmes.

#### In Oriente

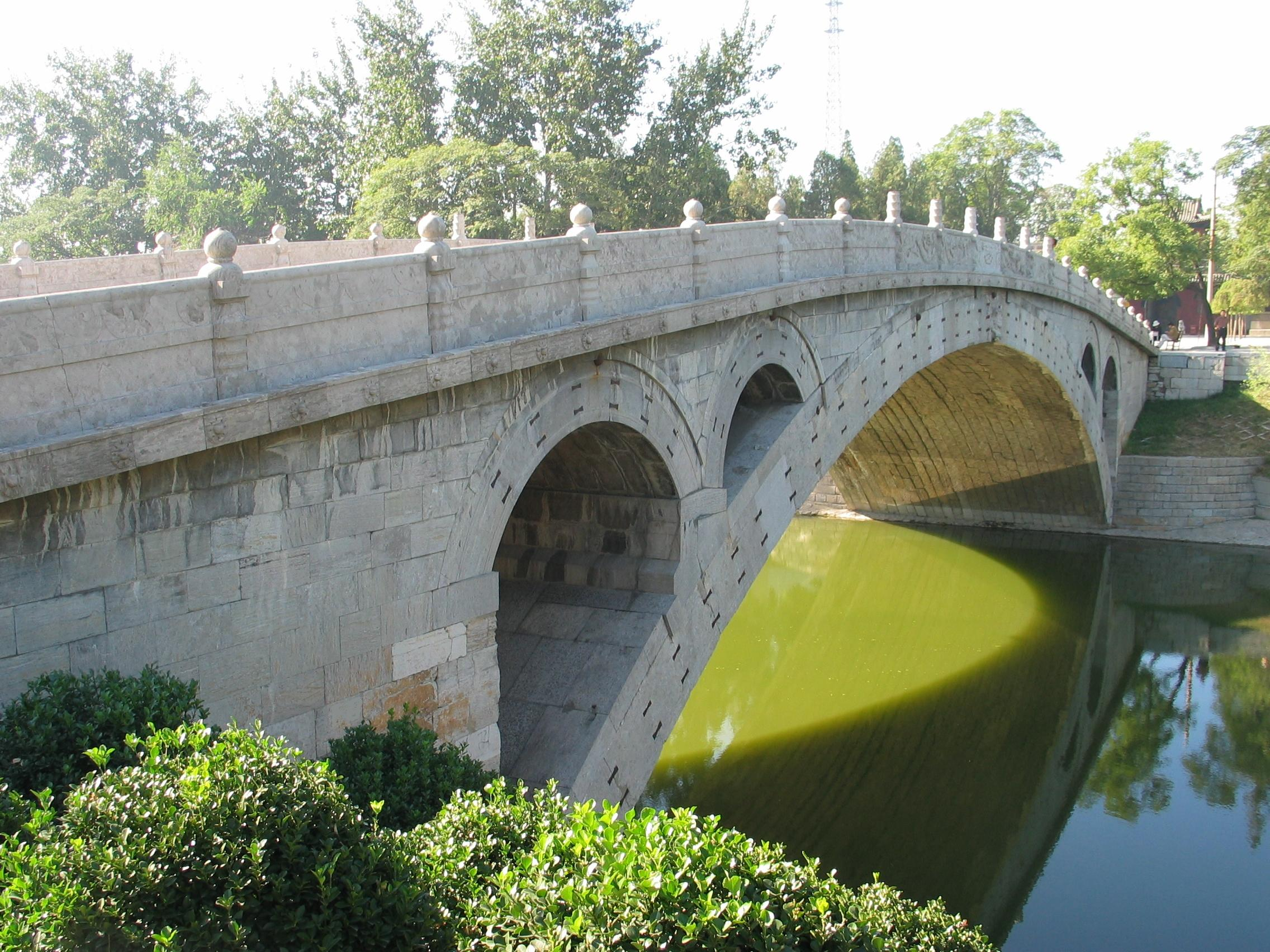
Il ponte di Zhaozhou, costruito intorno al 605

In Asia, è quasi certo che i cinesi abbiano inventato l'arco poco prima o poco dopo i greci e abbiano costruito ponti a volta molto presto, forse prima dei romani. Secondo gli archeologi cinesi, il ponte più antico sarebbe il ponte Lurenqiao, costruito intorno al 282 a.C., vicino all'ex palazzo di Luoyang (provincia di Henan).
Il ponte di Zhaozhou, simile ai ponti occidentali del XIX secolo, fu infatti costruito intorno all'anno 605. È il più antico ponte ad arco segmentato con timpano aperto al mondo. È anche il più antico ponte della Repubblica popolare cinese ancora in uso. Si trova nella contea di Zhao nella città-prefettura di Shijiazhuang nella provincia di Hebei. La luce dei suoi archi è di 37,4 metri.
Un alto antico ponte rimarchevole è il ponte Baodai, costruito sul Gran Canal a Suzhou da Wang Zhongshu, governatore sotto la dinastia Tang (618-907). Lungo 317 metri, è costituito da 53 archi, cosa che lo rende il ponte cinese con il maggior numero di archi.

### Periodo medievale

#### In Occidente
Dopo la caduta dell'Impero romano, seguì un periodo di quasi cinquecento anni, non meno della metà del millennio occupato dal Medioevo, nel quale non c'è il minimo risultato in termini di opere d'arte, visto che i ponti venivano costruiti in legno.

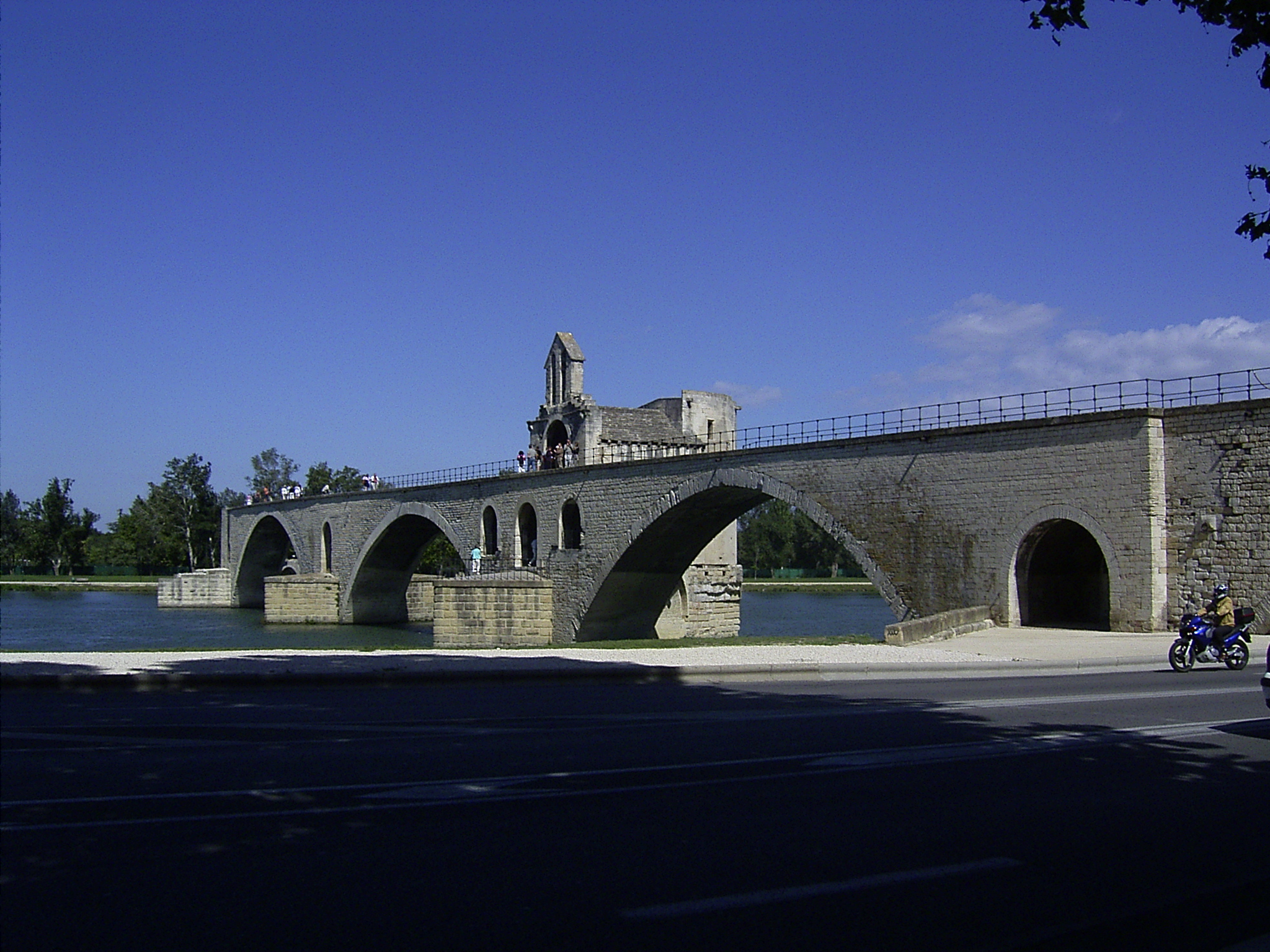
Ponte di Avignone sul Rodano, con archi ogivali

A partire dall'XI secolo, vennero creati molti ponti con forme varie. Queste strutture sono composte da archi spesso molto diseguali, le cui volte sono ad arco ribassato, ad arco semicircolare o ogivale, quest'ultima forma per ridurre le spinte. Si basano su piloni molto robusti con estremità molto prominenti almeno a monte. Le luci tra due piloni sono scarse e il ponte ha sempre rampe e pendenze molto ripide.
In Francia, tra i ponti medievali più notevoli si può citare il ponte di san Benedetto ad Avignone sul fiume Rodano (1177-1187), l'antico ponte di Carcassonne sull'Aude (1180), il Petit-Pont a Parigi sulla Senna (1186), il ponte Valentré a Cahors sul Lot (1231) e il ponte Saint-Martial a Limoges sul fiume Vienne (1215).
Il Medioevo è stato caratterizzato da numerosi ponti in legno, spesso sormontati da edifici che fungevano da luoghi adibiti al commercio, costituenti ponti abitati. Uno dei più famosi è il Ponte Vecchio sul fiume Arno, a Firenze. Inizialmente costruito in legno, venne ricostruito in muratura nel 1345 da Taddeo Gaddi o Neri di Fioravante, secondo le fonti, ma la famosa galleria con i negozi venne costruita nel XVI secolo.

#### In Oriente
Il ponte di Marco Polo è probabilmente il primo ponte cinese conosciuto in Occidente grazie alle storie del viaggiatore veneziano Marco Polo durante il suo viaggio in Cina nel XIII secolo. Si trova a 15 km. da Pechino e venne completato nel 1192. Largo 8 metri e lungo 205, è composto da 11 archi di larghezza variabile, il più grande dei quali ha una luce di 21,60 metri.
I ponti a volta cinesi raggiunsero l'apice del loro splendore nel Fujian con archi molto sottili. Il ponte Xiao, costruito nel 1470, ha un'altezza libera di 7,2 metri con uno spessore dell'arco di soli 20 cm, metà di un arco normale. È ancora in servizio e sostiene il traffico attuale. Un altro ponte notevole di questo periodo è quello di Gao-po, situato nel distretto di Yongding e costruito nel 1477. La distanza tra un arco e l'altro è di 20 metri e il suo arco è spesso solo 60 cm., senza alcuna malta legante.
In Cambogia, il Phra Phutthos è un ponte costruito alla fine del XII secolo sotto il regno di Jayavarman VII. Ha più di 20 archi sottili ed è lungo 75 metri. È il più lungo ponte ad arco di muratura in aggetto al mondo.

### Dal Rinascimento alla fine del XVII secolo

#### In Occidente

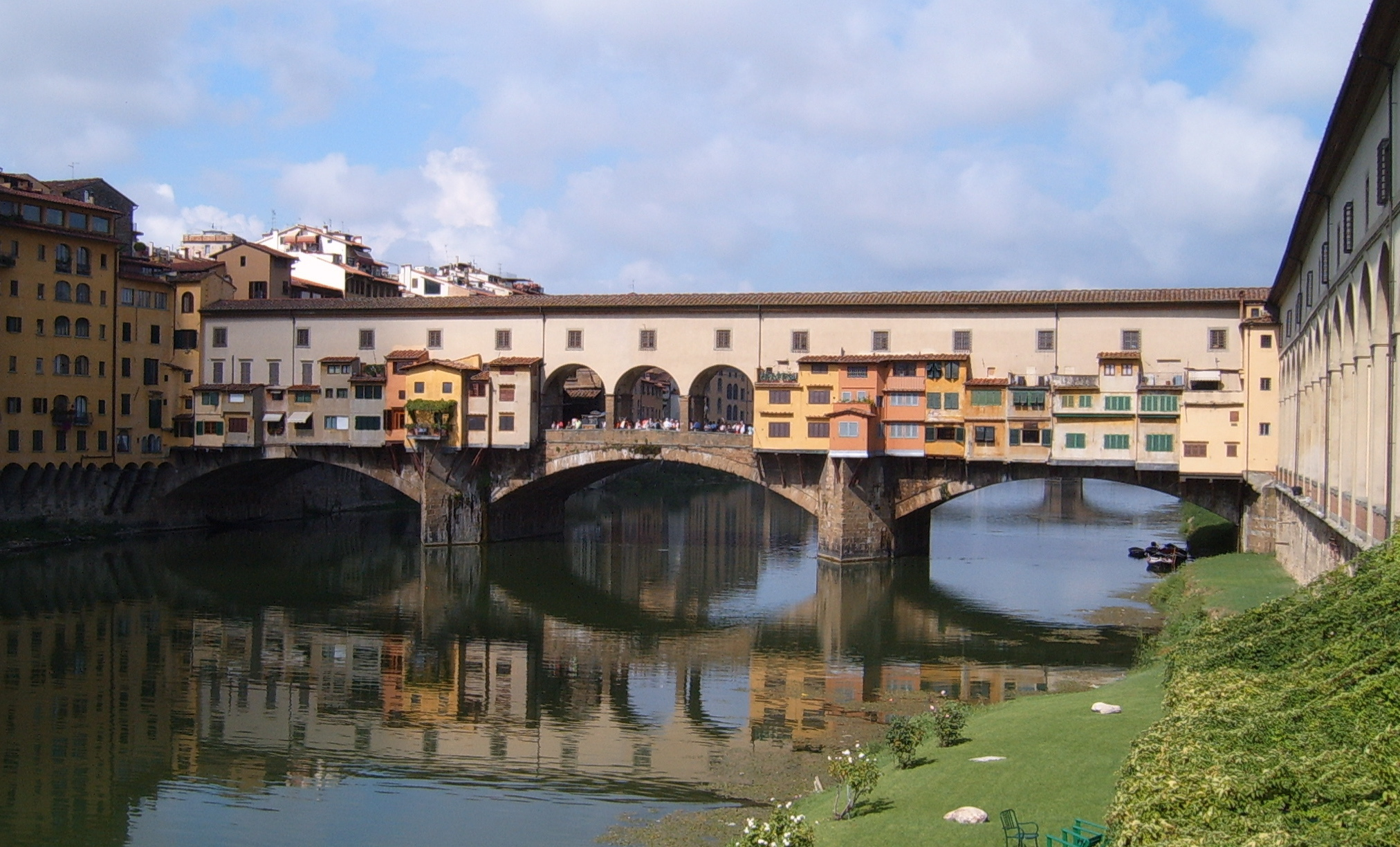
Ponte Vecchio tra Oltrarno e Lungarno a Firenze.

In Occidente, tra il XV e il XVI secolo, gli architetti dei famosi ponti di Firenze, Venezia e altre città italiane si ispirarono a forme regolari prese in prestito dal passato, ma la loro propensione a posare più come artisti che come costruttori a volte li portò ad abusare di sovrastrutture e altre decorazioni. I due esempi più significativi sono Ponte Vecchio a Firenze e ponte di Rialto sul Canal Grande a Venezia.

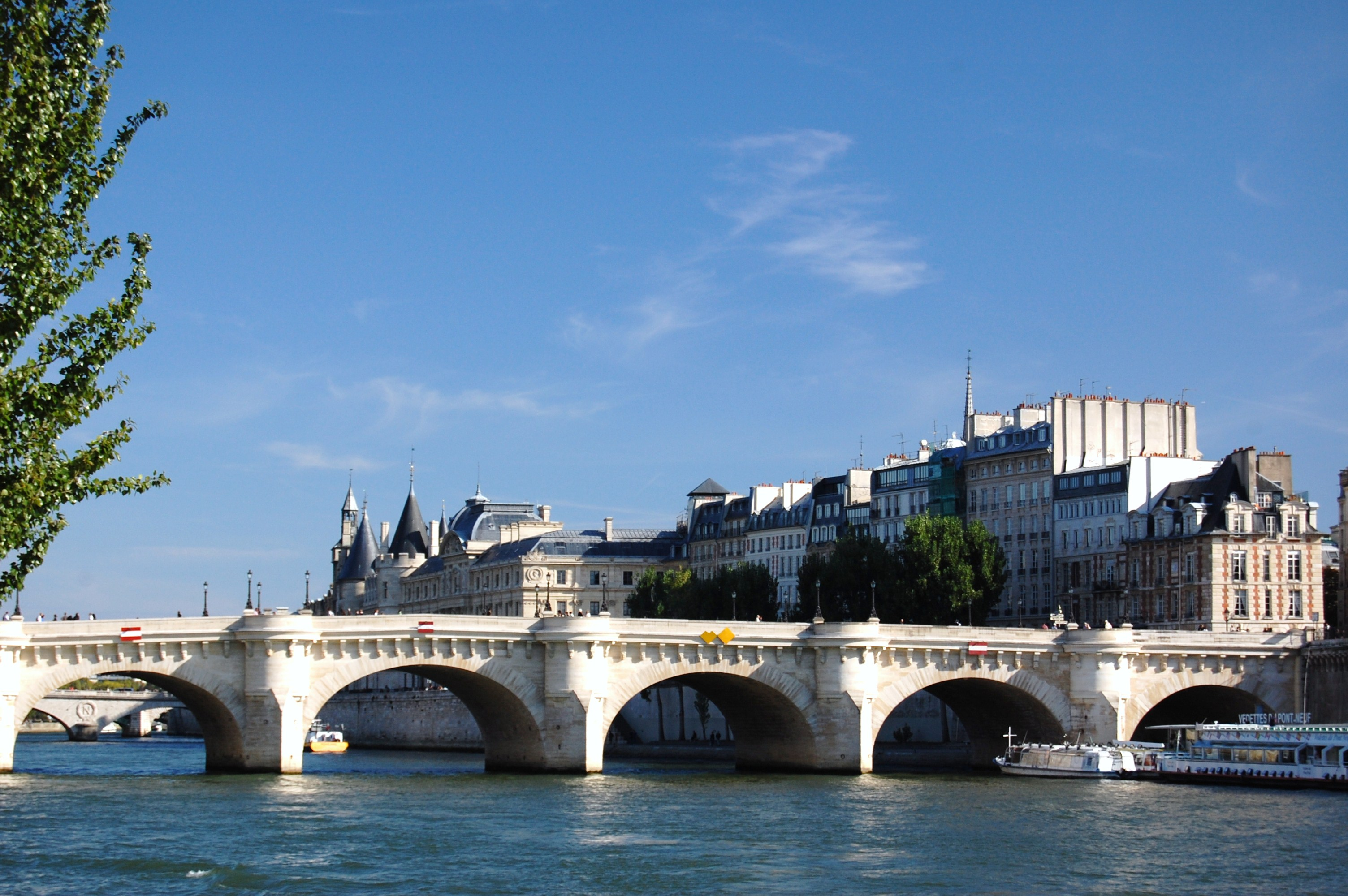
Il pont Neuf, il ponte più antico di Parigi.

Il ponte diventa un elemento centrale dei grandi progetti di pianificazione urbana. In Francia compaiono i primi famosi architetti, come Androuet du Cerceau a cui si deve il pont Neuf di Parigi la cui costruzione iniziò nel 1578 e venne terminata soltanto nel 1604 a causa delle guerre di religione. Facilita il passaggio tra il Palazzo del Louvre e l'Abbazia di Saint-Germain-des-Prés, confina con il monumento eretto alla gloria di Enrico IV di Francia, situato nel punto a valle della Île de la Cité, ed è il ponte più antico ancora in servizio a Parigi. Fu in quel periodo che venne introdotto l'arco a manico di cesto, curva con tre o più centri, senza tuttavia sostituire la curva semicircolare.

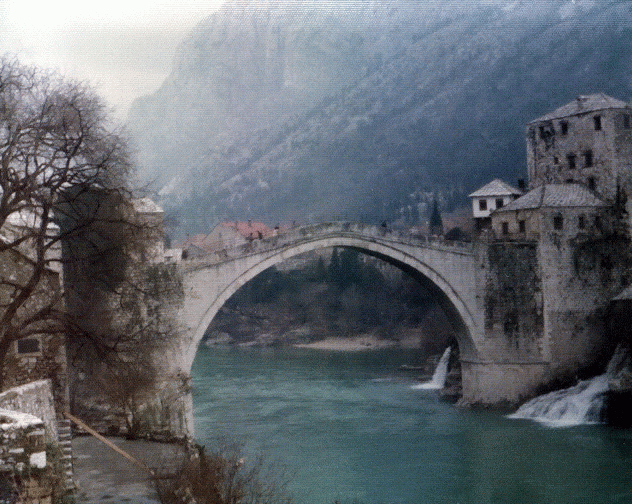
Lo Stari Most fotografato negli anni 1970.

In Europa centrale, lo Stari Most di Mostar venne costruito nel 1565 dall'architetto Mimar Hajrudin, allievo dell'architetto ottomano Sinān. Collega due parti di questa città della Bosnia ed Erzegovina, superando il fiume Neretva. Il ponte è costituito da una singola arcata alta 27 metri, larga 4 ed è lungo 30 metri. L'architettura di questo ponte a sella d'asino e la tecnica utilizzata al momento della sua costruzione, sono sorprendenti per la sua durata nel tempo. Esso ha resistito per secoli a tutti i conflitti, tranne l'ultimo.

#### In Oriente

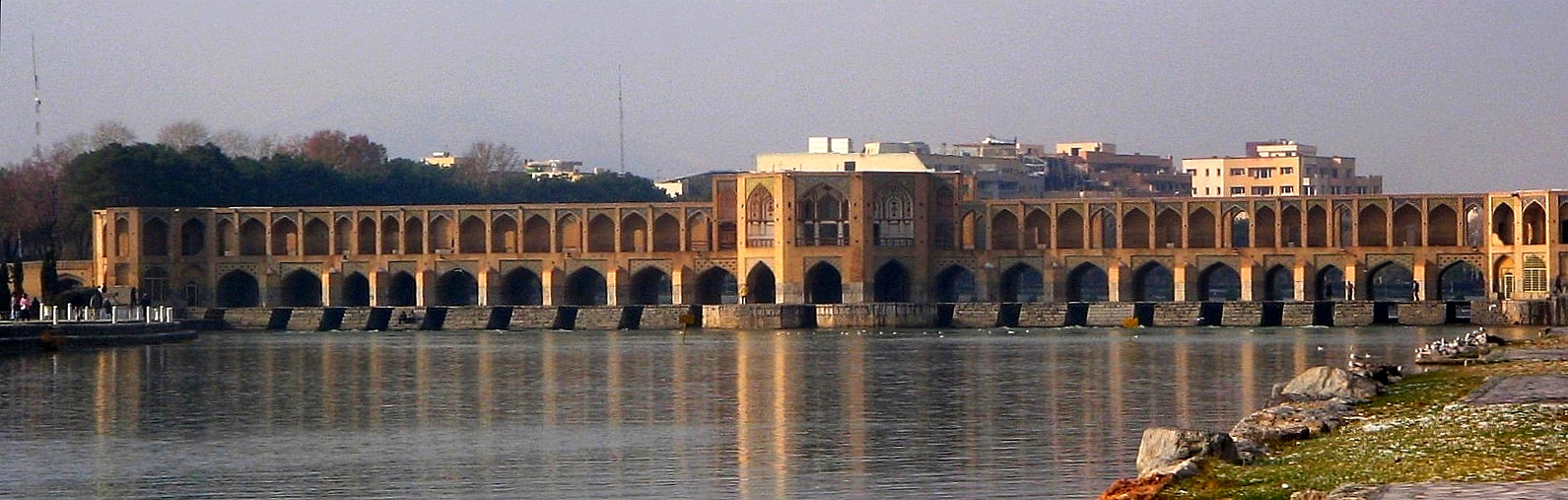
Ponte Khaju ad Esfahan

Il ponte Khaju a Esfahan è il più famoso ponte dell'Iran. Costruito intorno al 1667, è costituito da 18 archi a sesto acuto e sostiene una strada larga 26 metri con corridoi ombreggiati. È anche fiancheggiato da padiglioni e torri di avvistamento. Combinando architettura e tecnica in una meravigliosa armonia funzionale, questo bellissimo ponte è stato anche una diga.

### XVIII secolo

#### Il problema della stabilità delle volte in muratura

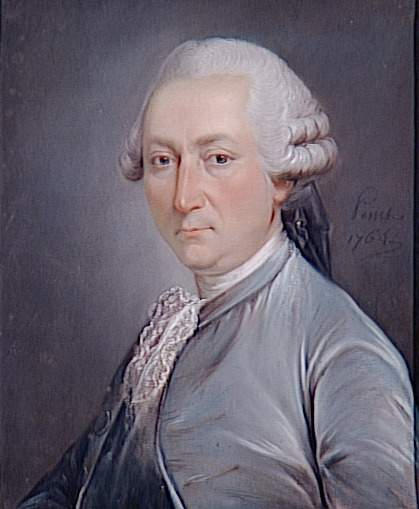
Jean-Rodolphe Perronet, fu il primo a calcolare, nel 1777, gli spessori delle volte alla chiave e ai piedi.

Fino al XVII secolo i ponti venivano costruiti trasponendo tecniche di costruzione collaudate nel tempo, ma non risultanti da un approccio teorico. Le solite formule, dedotte dall'osservazione e dalla pratica, erano numerose. Lo spessore dell'arco e il punto di collegamento ai piloni venivano dedotti.
Philippe de La Hire nel 1695, e nel 1712 tentò un primo approccio al calcolo degli archi, un calcolo che consisteva nel verificare, a posteriori, che l'arco avesse qualche possibilità di essere stabile, e che i materiali che lo costituivano non si schiacciassero sotto i carichi. In pratica non riuscì ad ottenere risultati sufficienti, ma ebbe il merito di mettere in evidenza due concetti che, un secolo dopo, si dimostreranno estremamente fruttuosi:
- la curva delle pressioni: è l'involucro della risultante delle azioni che si esercitano su qualsiasi giunto dell'arco,
- la rottura dei blocchi: si suppone che l'arco si rompa in tre blocchi indipendenti che si separano per scivolamento, l'attrito dovrebbe essere nullo. Queste ipotesi, false, permisero tuttavia di avvicinarsi al calcolo dei monconi.

Jean-Rodolphe Perronet, primo direttore della École nationale des ponts et chaussées ed illustre costruttore, determinò, nel 1777, le prime regole per il calcolo dello spessore dell'arco di un ponte in muratura. Couplet introdusse il concetto di linee centrali di pressione e quello di blocco rotazionale. Le opere di Coulomb, pubblicate nel 1773, introducono un meccanismo di rottura di scorrimento lungo un'articolazione e riprendono, quarantatré anni dopo, il meccanismo di rottura per rotazione di blocchi. Ma solo nel XIX secolo queste teorie ebbero applicazioni concrete.

#### Sviluppo in Occidente
Mentre i ponti del medioevo erano stati fino ad allora sufficienti, queste opere anguste e più volte riparate non erano più adatte ai nuovi scambi commerciali. Pertanto il XVIII secolo vide in Europa, e in particolare in Francia, una grande attività nella costruzione di ponti tale da far verificare un'evoluzione durante questo periodo. Nella prima metà del secolo, i ponti erano a schiena d'asino molto pronunciata e composti da archi che diminuivano dal centro verso le rive, come il ponte Jacques-Gabriel di Blois, mentre dal 1750 le pendenze erano meno accentuate e gli archi di uguale larghezza (ponte Wilson di Tours).
La regione centrale della Francia (bacini della Senna e della Loira) fu particolarmente privilegiata. Vide nascere, tra gli altri, il Pont Royal a Parigi, che sebbene fosse stato costruito dal 1685 al 1687 da Jules Hardouin Mansart, annunciò, con la sua struttura, i grandi ponti del secolo successivo, il ponte di Blois (1716 - 1724) di Jacques Gabriel e Robert Pitrou, il ponte di Orléans (1751 - 1760) di Jean Hupeau e Robert Soyer, il ponte di Moulins (1756 - 1770) di Louis de Règemorte, il ponte di Saumur (1756 - 1768) di Jean-Baptiste de Voglie, il ponte di Neuilly (1766 - 1769) e il Pont de la Concorde a Parigi (1787 - 1791), capolavori di Perronet.
In Spagna, il ponte di Toledo, costruito tra 1720 e 1732, è un'opera monumentale adornata da numerose sculture barocche.

#### In Oriente

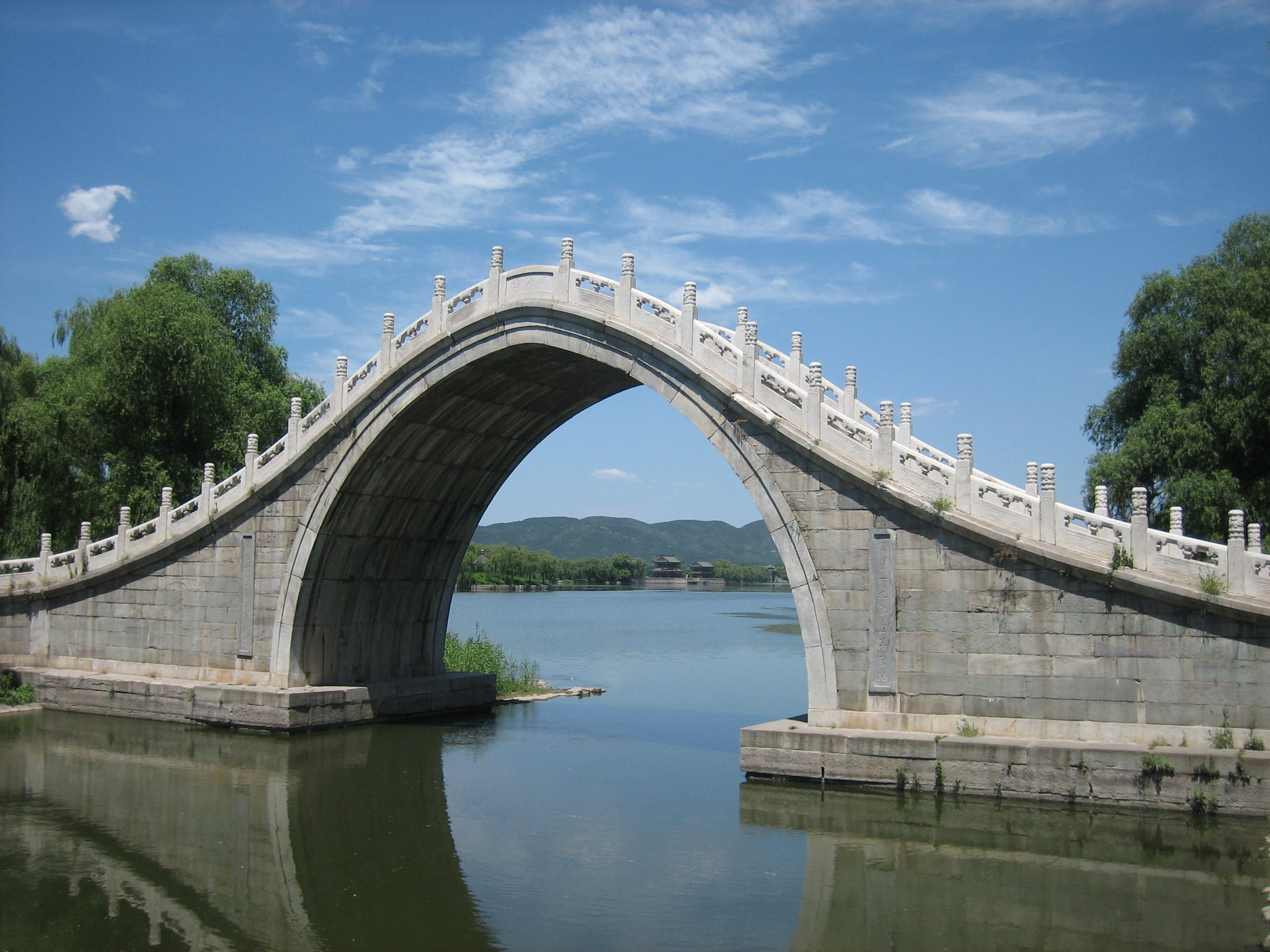
Ponte della cintura di giada, un ponte luna

La letteratura che descrive i ponti costruiti in Oriente a tutto il XVIII secolo è quasi inesistente. I ponti più famosi di questo periodo sono certamente quelli dell'Palazzo d'Estate di Pechino. Questo palazzo, che risale al 1155, è costituito da una eterogenea collezione di edifici sparsi lungo le rive di un lago di 240 ettari, il Kunming, a cui si accede da un gran numero di ponti in muratura. Di questi due sono notevoli.
Il ponte della cintura di giada è il più noto dei sei ponti sulla riva occidentale del lago Kunming. Fu eretto negli anni dal 1751 al 1764, durante il regno dell'Imperatore Qianlong, e fu costruito nello stile specifico dell'Oriente, che si trova anche in Giappone, i ponti luna.

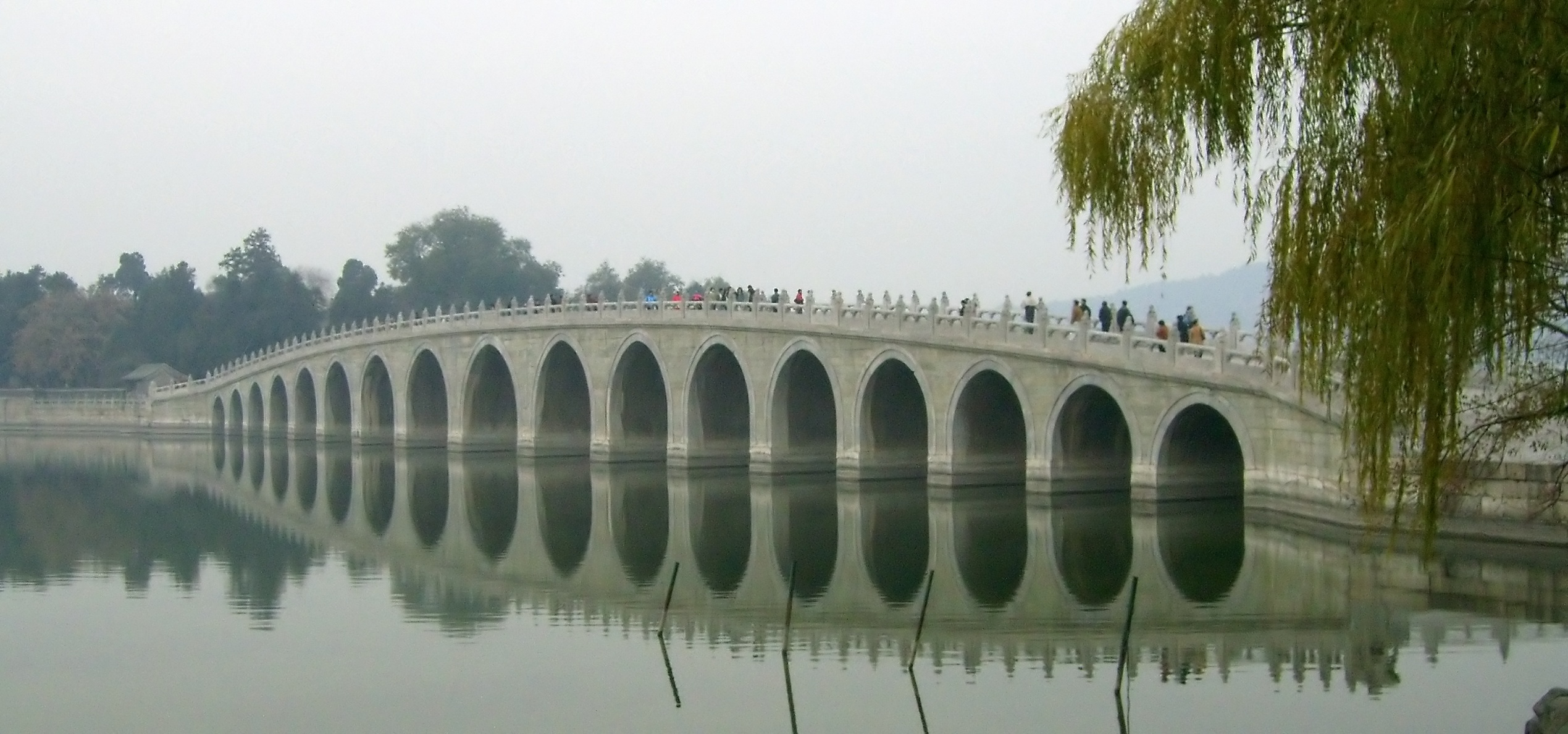
Ponte dei 17 archi

Il ponte dei 17 archi collega l'isola di Nanhu con la sponda orientale del lago. Fu anche costruito durante il regno dell'Imperatore Qianlong. Con una lunghezza di 150 metri e una larghezza di 8 è il ponte più lungo del Palazzo d'Estate.

### XIX secolo

#### Perfezionamento delle conoscenze teoriche

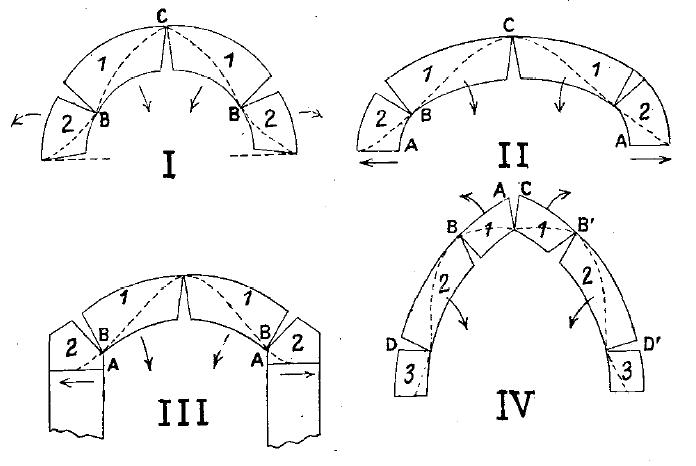
Sezione di quattro tipi di volta: arco semicircolare, ellittico o a manico di cesto (I) – volta ribassata (II) - volta ad arco di cerchio (III) – volta ogivale o sollevata (IV), di Jules Pillet (1895)

All'inizio di XIX secolo, gli architetti e gli ingegneri avevano acquisito una lunga esperienza nella costruzione di ponti in muratura e legno. Nel 1810, Louis-Charles Boistard mostrò, dopo molte prove, che la rottura della volta avviene tramite la rotazione di quattro blocchi. Navier, nelle sue lezioni all'école des Ponts et Chaussées (1825), introdusse la nozione di elasticità dei materiali e definì la regola del terzo centrale, limite in cui deve rimanere la linea dei centri di pressione della volta.
Questi risultati consentirono ad Édouard Méry di pubblicare, nel 1840 un metodo di verifica delle volte che sarebbe stato utilizzato per tutto il XIX secolo ed a volte ancora oggi. L'opera di Méry si basa sul principio che l'intradosso e l'estradosso formano due limiti la cui curva di pressione non deve mai uscirne e quando ciò accade, l'equilibrio diventa impossibile. Questo metodo sarà descritto nella costruzione dei ponti di Croisette-Desnoyers nel 1885 e in quello che rimane l'opera magistrale che consacra la fine della costruzione dei ponti in muratura, Le grandi volte di Paul Séjourné, pubblicata nel 1913.
Nel 1867, Durand-Claye migliorò questo metodo, ma la sua proposta ebbe meno successo perché richiedeva calcoli laboriosi.

#### Perfezionamento dei materiali e delle tecniche
Nel campo dei materiali, il progresso verrà dal legante che costruisce le malte per sigillare i segmenti della volta. Il francese Louis Vicat scoprì, nel 1817, il principio di idraulicità della calce, riguardante la proporzione di argilla e la temperatura di cottura, e pubblicò le sue opere senza acquisire il brevetto. Nel 1824, il britannico Joseph Aspdin depositò un brevetto per la produzione di calce idraulica a presa rapida, che chiamò commercialmente cemento Portland. Ma la scoperta principale arrivò nel 1840 con la determinazione dei principi dell'idraulicità dei cementi lenti (i cosiddetti cementi Portland odierni) sempre da parte di Louis Vicat. Le malte, utilizzate per sigillare i segmenti, determinarono quindi notevoli progressi in termini di resistenza.
Per quanto riguarda la tecnica di costruzione, Paul Séjourné aggiornò la costruzione delle volte con strati successivi, tecnica già utilizzata dai Romani e nel medioevo ma caduta in disuso, e l'uso di centine. Ciò gli consentì di risparmiare dal 20% al 70% del legno utilizzato e di ridurre i tempi di costruzione. Inoltre, ispirandosi al passato, mise in evidenza la volta utilizzando sistematicamente gli archivolti che enfatizzano l'eleganza della forma..
Nel 1870, Jules Dupuit propose per primo di articolare le volte, cosa che rese possibile far lavorare meglio i materiali perché gli sforzi erano più noti..

#### I grandi viadotti ferroviari

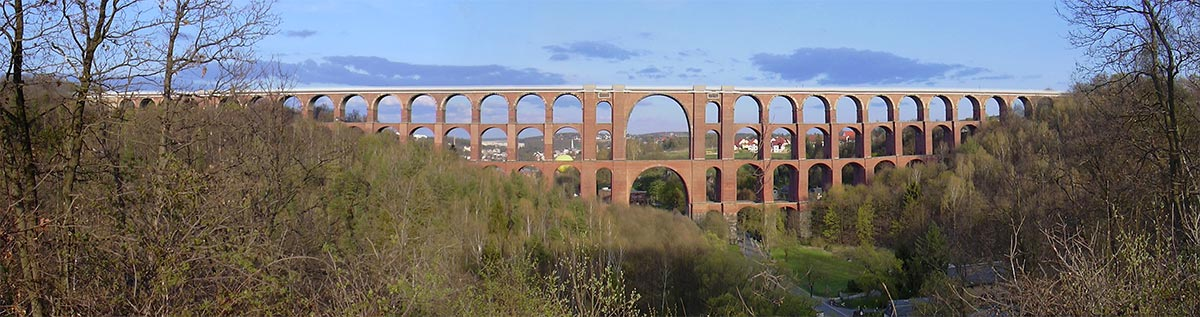
Il viadotto di Göltzschtal, il più grande viadotto in muratura al mondo

Lo sviluppo delle ferrovie nel XIX secolo indusse la comparsa di grandi viadotti in muratura. In effetti, la disposizione dei binari ferroviari non poteva corrispondere al rilievo delle regioni attraversate a causa delle piccole pendenze ammissibili, meno di 10 mm. al metro all'inizio, e di grandi raggi di curvatura necessari per la stabilità del veicoli. L'importanza dei gradienti era limitata dalla bassa trazione delle locomotive, dalla loro bassa potenza e dai mezzi di frenata insufficienti.
In Francia, uno dei primi grandi viadotti fu costruito nel 1840 sulla linea Parigi-Versailles. In seguito vennero costruiti numerosi altri viadotti, come quello di Nîmes, lungo 1569 metri, tra i più lunghi di Francia, quello di Barentin (1844) nella Senna Marittima, o quello di Saint-Chamas (1848) nelle Bouches-du-Rhône, una curiosa opera di archi semicircolari annidati simmetricamente.
Lo stesso avvenne nel resto dell'Europa, anche se più sporadicamente rispetto alla Francia. Nell'ovest della Germania, il viadotto di Bietigheim, costruito nel 1851-1853 sulla linea Bruchsal-Ulm, è un viadotto lungo 262 metri con 18 archi con una luce di 13,18 metri. Nell'est della Germania il viaddotto di Göltzschtal, che attraversa il fiume Göltz, sulla linea Ratisbona-Lipsia è il più grande ponte in muratura mai costruito. Realizzato tra il 1846 e il 1851, è lungo 579,26 metri ed ha un'altezza massima di 85 metri, con quattro livelli di archi sovrapposti.

#### Ponti in muratura con volte ad arco
L'imperativo di tracciare binari ferroviari in relazione agli ostacoli da attraversare portarono gli ingegneri a costruire ponti ad andamento curvilineo, vale a dire il cui l'asse è obliquo rispetto ai pilastri del ponte, piuttosto che dei ponti con attraversamenti diretti. I primi ponti di questo tipo furono costruiti sulla linea da Parigi a Saint-Germain-en-Laye.

### XX secolo

#### In Occidente

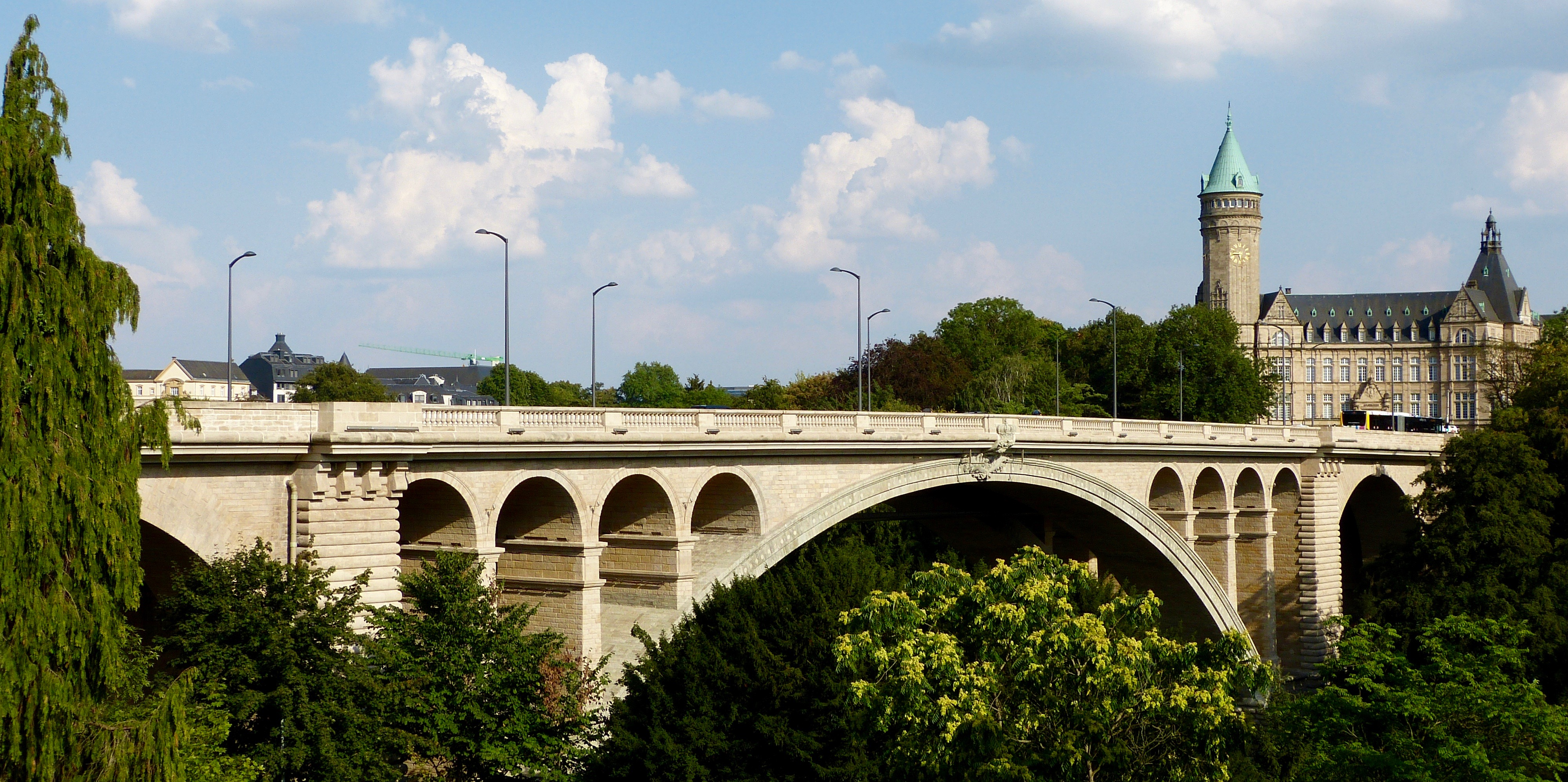
Il ponte Adolfo in Lussemburgo, di Paul Séjourné, il primo con un raddoppio della volta

Una grande innovazione verrà dal disegno dell'arco per aumentare la portata, poiché la pressione aumentata con le malte moderne e gli spessori ridotti avevano raggiunto i loro limiti. Paul Séjourné ebbe quindi l'idea di inserire due archi paralleli. Anche se questo principio di duplicazione era già stato usato in passato per piccoli archi come nel Ponte del Gard o nel Ponte di Avignone, Paul Séjourné comprese l'importanza, dal punto di vista dell'efficienza dei materiali e dell'economia, e realizzò il primo ponte di questo tipo, grazie all'accoppiamento con un piano in cemento armato, una delle opere più grandiose del XX secolo: il ponte Adolfo in Lussemburgo (1899-1903). La luce di 84 metri di quest'opera superava di 17 metri la più ampia realizzata all'epoca dell'inaugurazione. Il principio venne ripetuto molte volte in vari paesi, specialmente Stati Uniti d'America, ma anche in Francia con il delicatissimo ponte dei Catalani a Tolosa (1904-1907).
Il ponte di Plauen sul fiume Weiss, lo sorpassò nel 1905 con una luce di 90 metri. Questo fu l'ultimo grande ponte in muratura a volta costruito in Occidente. Con il raddoppio dell'arco, Paul Séjourné aprì la strada alla costruzione di grandi ponti ad arco in cemento armato. L'arrivo di nuove tecniche di costruzione che utilizzavano l'acciaio, come i ponti sospesi, quelli in cemento armato precompresso o quelli strallati, improvvisamente determinò la fine della costruzione di ponti in muratura nel mondo occidentale.

#### In Oriente
Mentre in Occidente, la tecnica era stata definitivamente abbandonata a favore dei ponti in cemento armato per campate piccole, e altri tipi per grandi campate, in Cina, molti ponti in muratura vennero ancora costruiti nel XX secolo, in particolare negli anni 1960 e 1970. Ben 1152 ponti di questo tipo vennero costruiti in questi due decenni nella provincia di Fujian, il 60% di tutti i ponti costruiti durante questo periodo.
Allo stesso tempo vennero battuti i record di lunghe campate. Nel 1965, la soglia dei 100 metri venne battuta dal ponte di Hongdu, nella provincia di Guangxi. Nel 1972, il ponte di Fengdu Jiuxigou, nella provincia del Sichuan venne realizzato con una campata di 116 metri. Nel 1990, il ponte di Fenghuang, nella contea di Funan, venne realizzato con una campata di 120 metri. Il record assoluto per un ponte in muratura è stato raggiunto nel luglio 2000 con il ponte Danhe, sull'autostrada di Jin-Jiao, nello Shanxi in Cina con una lunghezza di 146 metri.

## Struttura di un ponte in muratura

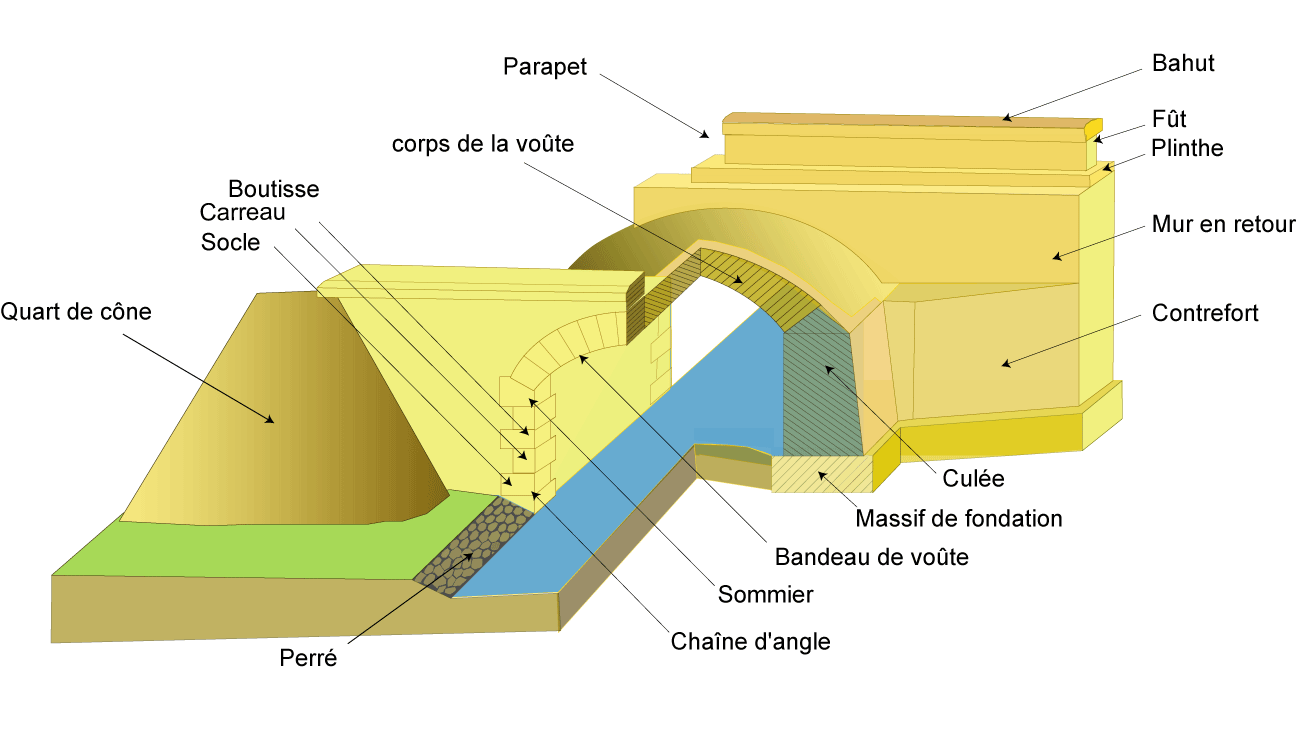
Schema di un ponte in muratura

Essendo la muratura un materiale che non risponde molto bene alla trazione, i ponti in muratura hanno sempre la forma ad arco, unica forma che consente di soddisfare questa condizione. Un ponte è composto da uno o più archi che poggiano su supporti in grado di resistere, senza apprezzabili spostamenti, all'azione meccanica dell'arco, detta spinta. Questi supporti sono generalmente formati alle estremità da muri spessi,  chiamati pilastri quelli poggianti sulla terraferma e plinti quelli sul greto del fiume.

### Arco
L'arco ha sempre un piano verticale di simmetria trasversale e quasi sempre un piano verticale di simmetria longitudinale. Ha uno spessore variabile che cresce uniformemente dal centro, chiamato, chiave, verso le estremità, chiamate cadute.

#### Caratteristiche geometriche
La volta si trova tra due superfici curve, la superficie esterna chiamata estradosso e la superficie interna chiamata intradosso. Se rappresentiamo la proiezione di una volta su un piano verticale, essa è limitata da due linee, la linea di estradosso e la linea di intradosso. Quest'ultima è generalmente una curva geometrica: arco di cerchio, arco di parabola, ecc.
La curva nasce sulle verticali che limitano i piloni. I punti di intersezione della linea di intradosso con questi verticali sono chiamati nascite. La distanza tra i pilastri è detta luce. La linea che unisce le nascite si chiama linea di nascita o corda. È quasi sempre orizzontale. La distanza verticale che separa la linea di intradosso dalla linea delle nascite, misurata nel mezzo di questa, è chiamata freccia.

#### Forme di volta
| Tipo d'opera       | Schema | Foto                          | Commento |
| ------------------ | ------ | ----------------------------- | --- |
| Arco semicircolare |        | Vecchio ponte di Gien         | L'arco semicircolare è composto da un semicerchio completo, ed è il tipo di volta più frequentemente incontrato. Rappresenta circa il 67% dei ponti ferroviari in muratura della rete francese. Queste volte possono essere sollevate (questo è il caso del vecchio ponte di Gien), bombate (leggera estensione del semicerchio) o ribassate (leggera diminuzione del semicerchio. I romani usavano quasi esclusivamente l'arco semicircolare. |
| Arco ogivale       |        | Ponte Saint-Martial - Limoges | L'ogiva è formata da due archi circolari che si intersecano alla chiave, inoltre si dice che siano archi spezzati. La forma è molto antica, ma fu nel Medioevo ad essere ampiamente usata, perché ha, tra l'altro, il vantaggio di ridurre le forze orizzontali, facilitando così la costruzione dell'arco in caso di ponti con più campate.                                                                                                   |
| Arco di cerchio    |        | Pont des Invalides            | Questi sono stati progettati utilizzando un semicerchio inferiore a un semicerchio. L'abbassamento delle volte si è sviluppato dal XVI secolo, tuttavia solo nel XVIII secolo e sotto l'influenza di Jean-Rodolphe Perronet le volte dei ponti in muratura divennero molto più basse di prima e i piloni furono snelliti per favorire il flusso dell'acqua.                                                                                    |
| Manico di cesta    |        | Pont de Tolbiac               | Molto vicino ad una ellisse, la volta a maniglia di cesta è composta da un numero dispari di archi successivi di cerchio i cui raggi variano a destra della chiave. I progettisti generalmente optarono più per questo tipo di arco, che era più facile da disegnare rispetto alla forma ellittica. Ha anche il vantaggio di lasciare passare un maggior volume di acqua.                                                                      |

#### Tipo di cerchio
L'arco in muratura materializza l'estremità trasversale della volta, riceve il timpano che funge da sostegno. La parte tra le due bande che costituisce l'intradosso della volta è chiamata douelle. Il tipo di elemento è più di un elemento architettonico e può essere composto da pietrisco, pietra tagliata o mattoni, con la faccia generalmente piatta, sebbene alcuni lavori abbiano delle modanature, quando si desidera un particolare ornamento. Alcuni tipi di lastre hanno vantaggi rispetto ad altre. Si possono anche incontrare gruppi chiamati corno di mucca, il cui ruolo principale è quello di migliorare il flusso dell'acqua..
| Rullo estradosso    | Doppio rullo         | Bloccato                       | Doppio rullo non estradosso | Pila in carica             |
| ------------------- | -------------------- | ------------------------------ | --------------------------- | -------------------------- |
|                     |                      |                                |                             |                            |
| Dal I al XIX secolo | Dal II al XIX secolo | Dall'XI al XVIII secolo        | Dall'XI al XVII secolo      | Dal XVII al XVIII secolo   |
| Pont Saint-Michel   | Göltzschtalbrücke    | Ponte detto romano a Estoublon | Ponte Lesdiguières a Claix  | Ponte Giorgio V ad Orléans |

### Fondazioni
I contrafforti, poggiano su fondazioni che consentono di sostenere o distribuire tutti i carichi applicati all'opera.

### Parapetto
Il parapetto è composto da tre parti:
- appoggio
- corpo
- plinto

### Piloni
Se il ponte ha più campate, le arcate adiacenti poggiano su un supporto comune chiamato pilone che poggia sulle fondamenta.